# Вердубль
Вердубль (фр. Verdouble) — река во Франции, приток Агли. Длина — 46,8 км. Площадь бассейна — 305 км².

## История

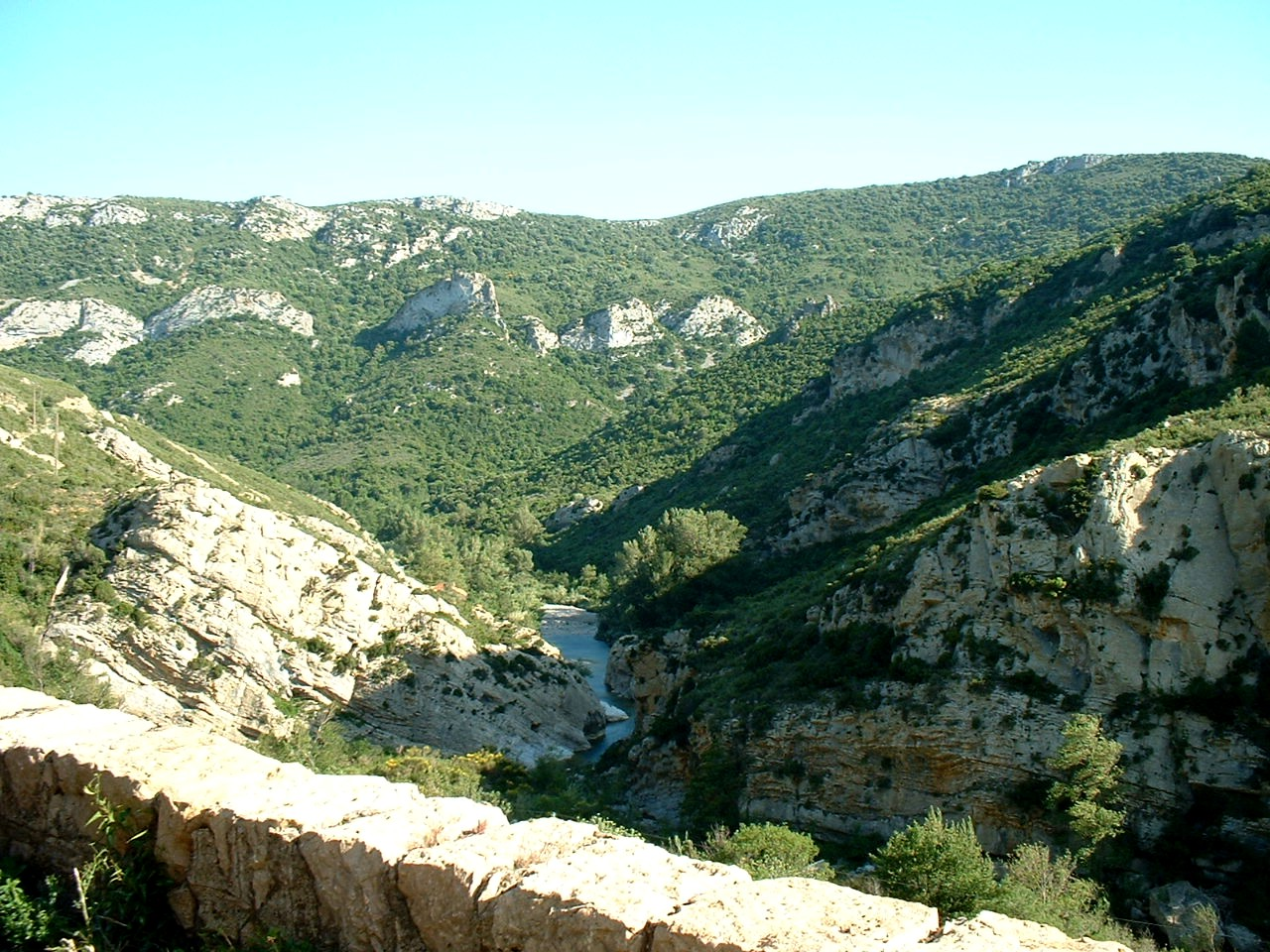
Вид на долину реки

В древности известна как Вернодубрум. В долине Вердубля в пещере Кон-де-л'Араго, были обнаружены останки стоянки древних людей. Долина проходит между двумя скалами и в древности служила естественным укрытием не только для людей но и животной фауны: найдены останки лошадей, слонов, туров, муфлонов, мускусных быков, оленей, северных оленей, пещерных львов, песцов, медведей, рысей, пантер, пищух.